# برایانت (آلاباما)
برایانت (به انگلیسی: Bryant) یک منطقهٔ مسکونی در ایالات متحده آمریکا است که در آلاباما واقع شده‌است. برایانت  ۳٬۵۸۲ نفر جمعیت دارد و ۴۹۷ متر بالاتر از سطح دریا واقع شده‌است.